# Rifugio Vincenzo Lancia
Das Rifugio Vincenzo Lancia (auch kurz Rifugio Lancia, deutsch Lancia-Hütte) ist eine Schutzhütte der Sektion Rovereto der Società degli Alpinisti Tridentini (SAT).

## Lage und Umgebung
Das Rifugio Vincenzo Lancia liegt im Trentino im westlichen Bereich des Pasubio am Rand der Pozza-Alm (italienisch Alpe di Pozza) auf 1825 m s.l.m. Überragt wird die Schutzhütte vom Col Santo, der mit seinen 2111 m s.l.m. auch die höchste Erhebung im westlichen Pasubiomassiv ist. Etwas oberhalb der Hütte liegt die kleine Kirche San Giovanni Gualberto. Südöstlich der Hütte liegt der Monte Buso auf dem in einem Stollen aus dem Ersten Weltkrieg Dinosaurerierspuren gefunden wurden, die die Theorien zur geologischen Entstehungsgeschichte des Trentino beeinflusst haben.
An der Lancia-Hütte führt der Europäische Fernwanderweg E5 vorbei.

## Geschichte
Die Ursprünge der Hütte reichen in die 1920er Jahre zurück, als das Gebiet um den Col Santo von einer kleinen Gruppe aus Rovereto stammender Enthusiasten als Skigebiet entdeckt wurde. Dabei diente zunächst eine Alm als spartanische Skihütte.
Im Jahr 1931 geisterte durch die Sektion Rovereto des SAT erstmals die Idee, ein Rifugio an der Alpe di Pozza zu errichten. Als 1937 Vincenzo Lancia starb, wurde dies aufgegriffen und man entschloss sich, eine neue Schutzhütte nach dem Turiner Autobauer und Rennfahrer zu benennen. Dieser Vorschlag fand die Unterstützung der Familie Lancia und sorgte für den entscheidenden Schub, auch finanzieller Art, der schließlich den Weg für die Errichtung der Hütte freimachte.
Am 20. November 1937 wurde der Sektion Rovereto der Baugrund von der Gemeinde Vallarsa überlassen und im Frühjahr 1938 sicherte auch der Club Alpino Italiano (CAI) die finanzielle Unterstützung für den Bau zu. Sofort begannen die ersten Arbeiten. Als erstes wurde die Zugangsstraße, ein ehemaliger österreichischer Kriegsweg, soweit hergerichtet, dass das Baumaterial zur Baustelle transportiert werden konnte. Entworfen wurde die Schutzhütte vom Architekten Giovanni Tiella und am 17. Juli 1938 erfolgte die feierliche Grundsteinlegung.
Ende Oktober 1939 waren die Arbeiten abgeschlossen. Ein plötzlicher Wintereinbruch verhinderte jedoch die bereits geplante offizielle Einweihung. Diese erfolgte schließlich aufgrund des italienischen Kriegseintrittes am 10. Juni 1940 erst ein Jahr später am 20. Oktober 1940.
Zwischen 1989 und 2002 wurde die Hütte in mehreren Abschnitten renoviert.

## Zugänge
- Von Giazzera, 1095 m ⊙ auf Weg 101 (2 Stunden 30 Minuten)
- Von Malga Cheserle (letzter frei erreichbarer Parkplatz vor dem Rifugio), 1440 m ⊙ auf Weg 101 (1 Stunde 15 Minuten)
- Von Anghebeni, 649 m ⊙ über das Val dei Fòxi auf Weg 102 (4 Stunden)
- Von Valmorbia, 670 m  ⊙ über den Monte Trappola und den Monte Corno Battisti auf Weg 122A,122C, 122 und 102 (4 Stunden 30 Minuten)

## Nachbarhütten und Übergänge
- Zum Rifugio Achille Papa, 1928 m ⊙ auf Weg 105 oder 120 in 2,5 bis 3 Stunden
- Zum Passo della Borcola, 1219 m ⊙ auf Weg 120, 147 in 3 Stunden
- Zum Passo Pian delle Fugazze, 1162 m ⊙ auf den Wegen 105, 398 und 179 in 4 Stunden

## Gipfelbesteigungen
- Col Santo, 2111 m ⊙ 50 Minuten, Weg 131
- Col Santino, 2090 m ⊙ 1 Stunde, Wege 131 und 131A
- Monte Testo, 1980 m ⊙ 40 Minuten, Weg 102 und 102A
- Monte Corno Battisti, 1763 m ⊙ 1 Stunde 20 Minuten, Wege 102, 122, 122C
- Monte Buso, 2087 m ⊙ 1 Stunde 30 Minuten, Weg 120